# كيبيبايت
الكيبيبايت (بالإنجليزية: kibibyte)‏ هي كلمة مركبة من كيلو بيناري بايت، وهو وحدة معلومات وتخزين حاسوبي. الكيبيبايت الواحد يساوي 210 أي 1024 بايتا.
السابقة الثنائية «كيبي» تعني 1024، ورمز الوحدة للكيبيبايت هو (KiB). وضعتها اللجنة الإلكتروتكنية الدولية عام 1999 وتمت الموافقة عليها للاستخدام من قِبَل المنظمات الأساسية للمعايير.
صُممت لتحل محل الكيلو بايت عندما تستخدم في سياق علم الحاسوب لتعني بدقة 1024 بايت منذ حدث التعارض عند استخدام سابقة النظام الدولي (كيلو) والتي تعني 1000 فقط وليس 1024.